# Vergeving (algemeen)
Vergeving is volgens de algemene opvatting het iemand niet meer kwalijk nemen van een ernstige daad. Deze daad overtreft het gewone en is iets waarvoor sorry zeggen niet afdoende is. Vergeven wordt (doorgaans) gedaan door diegene die geestelijke of materiële schade heeft geleden. Dit slachtoffer van die onterechte daad rekent deze daad dan niet meer toe aan de dader en verlangt dan ook geen genoegdoening meer hiervoor. Zowel diegene die vergeeft als diegene die vergeving ontvangt ervaren doorgaans een gevoel van bevrijding omdat de daad en een schuld(-gevoel) door de vergeving minder dominant worden in het leven. Er heeft een afronding of afsluiting plaatsgevonden.
Binnen de filosofie kent het begrip vergeving echter diverse en soms tegenstrijdige interpretaties. Centraal staan hier vragen naar de zin, het doel van en de voorwaarden aan vergeving. Ook over de kwestie of de mens zelf, of alleen God kan vergeven, is verschillend gedacht. Hiernaast spelen de begrippen herinneren en vergeten een belangrijke rol in deze filosofische discussie, die rond de Middeleeuwen pas echt goed op gang kwam. In veel godsdiensten zoals het christendom, islam, jodendom, boeddhisme, etc. is vergeving een belangrijk thema. Die religieuze context is tot op heden zeer bepalend voor de invulling en gedachten over vergeving.
Vergeving hiernaast speelt tegenwoordig een belangrijke rol in het herstelrecht.

## De geschiedenis van vergeving

### Antieke oudheid
Bij Aristoteles is iets vergeeflijk als je iets uit onwetendheid hebt gedaan. Epicurus zegt dat je door het vergeven bevrijd wordt van een last. De Stoa stelt dat de wijze niet vergevingsgezind is. Men moet zich namelijk neerleggen bij zijn lot.

### Middeleeuwen
Onder invloed van de institutionalisering van de kerk en het dominante Bijbelse spraakgebruik, ligt de focus van het begrip ‘vergeving’ in de middeleeuwen vooral op Bijbelse accenten. (Zie ook vergeving (christendom))
Volgens Thomas van Aquino is vergeving bij uitstek een handeling van God. Mensen kunnen op eigen kracht geen zonden vergeven. Al het kwaad is uiteindelijk een verstoring van de goede orde zoals die door God geschapen. Elke zonde is dan in principe een zonde tegen God. God is dus de enige die vergeving kan schenken.

### Moderne tijd
Joseph Butler
Joseph Butler beschrijft vergeving als een proces van het overwinnen van directe, persoonlijke haatdragendheid jegens iemand die jou iets heeft aangedaan. Dit kan door een onpersoonlijk perspectief in te nemen, waardoor het falen van beide partijen zichtbaar wordt.
G.W.F. Hegel
Passend in zijn filosofisch systeem beschrijft Georg Wilhelm Friedrich Hegel vergeving als een synthese van tegenstellingen. Hij doet dit vanuit drie aspecten van vergeving: het logische aspect, het historische aspect en het interpersoonlijke aspect. Logisch is vergeving verbonden aan de tegenstellingen in de relatie tussen enerzijds universele wet van de gemeenschap en anderzijds de individuele handeling. Tussen beide polen kan conflict bestaan. Zo kan individueel gedrag de wet ondermijnen en sluit de wet niet altijd goed aan bij specifieke situaties. Vergeving maakt een relatie tussen beide polen mogelijk. In deze dialectiek van vergeving manifesteert zich Geest, namelijk een wederzijds begrip van het universele (in wetten en gewoonten) en het individuele (in exclusieve, persoonlijke handelingen). Historisch maakt vergeving betekenisvol sociaal leven mogelijk in de verzoening van individuele handelingen. Door vergeving worden verschillende en conflicterende handelingen namelijk geïntegreerd in een coherente geschiedenis. Interpersoonlijk verklaart vergeving hoe individuen tot wederzijds begrip komen. Juist doordat zij vanuit verschillende en beperkte perspectieven communiceren en daardoor via overtredingen (these) wraakgevoelens bij elkaar oproepen (antithese). Vergeving is de synthese die hierop volgt.
Thomas Hobbes
Thomas Hobbes staat nog in de christelijke traditie met zijn claim dat alleen God de absolute autoriteit heeft om zonden te vergeven, aangezien alleen God het hart van de mens kent en dus weet of berouw echt of vals is. Maar bij Hobbes impliceert die claim niet dat we helemaal onwetend zijn van wat er omgaat in het gemoed van mensen. We kunnen op redelijke gronden toch de daders vergeven en tegelijkertijd vasthouden aan de idee van God als laatste instantie die de waarde van menselijke vergeving beoordeelt. Dit is een rationeel soort gecalculeerde vergeving, die echter niet van toepassing is op degenen die vijandig blijven.
Immanuel Kant
Volgens Immanuel Kant moet onrecht vergolden worden en ondermijnt vergeving de rechtsgang. Hij plaatst vergelding binnen het raamwerk van de morele wet met het argument dat het verlangen naar vergelding voortkomt uit de perceptie dat iemands rechten zijn geschonden door de dader en dat die rechten ons toebehoren krachtens onze rationele natuur. Als consequentie hiervan behoren we de dader te straffen. Kant beschouwt vergeving als letterlijk onmogelijk: want als een delict eenmaal gepleegd is kan het niet ongedaan gemaakt worden, zelfs niet door God. De morele wet en dus de straffen die de dader op zijn hals haalt, delen de noodzakelijkheid en de eeuwigheid van de goddelijke natuur, daar kunnen onze voorspraken en gebeden voor vergeving geen verandering in aanbrengen. Kants zienswijze biedt geen hoop voor degenen die proberen te ontsnappen aan bestraffing door zich te beroepen op Gods genade.  We zullen onze verdiende loon krijgen met of zonder onze gebeden. Onze enige hoop ligt in onze positieve pogingen om onze zonden weer goed te maken en in ons besluit om in de toekomst juist te handelen.

### Hedendaagse filosofie
Binnen de hedendaagse filosofie zijn er ook verscheidene filosofen die over het begrip 'vergeving' hebben nagedacht.
Hannah Arendt
Volgens Hannah Arendt is vergeving samen met beloven een van de twee eminente menselijke krachten welke cruciaal is voor menselijke vrijheid doordat vergeving de mens in staat stelt om het verleden los te kunnen laten. Vergeving betekent vrijheid doordat het de mens als actor letterlijk in staat stelt opnieuw te beginnen.
Jacques Derrida
Volgens Jacques Derrida is zuivere vergeving onmogelijk. Zuivere vergeving zou inhouden de ´schuldige als schuldig´ te vergeven waardoor vergeving de schuld opnieuw bevestigt en daarmee faalt om werkelijk te vergeven. Wat overblijft van vergeving is dan de gedachte van de mogelijkheid van het onmogelijke. Zo is het geconditioneerde vergeving die betekenis krijgt door een verwijzing naar zuivere vergeving.
Paul Ricoeur
Paul Ricœur legt een grote nadruk op herinneren als een oorspronkelijk kenmerk van de mens, oorspronkelijker dan de mens als historisch wezen.  De begrippen herinneren en vergeten komen samen in Ricoeurs vergevingsbegrip. Herinneren en vergeten hebben meer te maken met emotie dan met feitelijkheid, wat de mens in staat stelt om door middel van het historische bewustzijn (het herinneren) bewust bepaalde zaken te vergeten om zo te kunnen vergeven. Ricoeur benadrukt dus de generositeit van de mens die haar of hem in staat stelt te vergeven. 
Trudy Govier
Trudy Govier ziet vergeving als mogelijkheid om ressentiment, pijn en woede te overkomen om vervolgens tot verzoening en vreedzaam samenleven te komen. Volgens Govier is  publieke, bilaterale (tussen twee personen) en unilaterale (in het zelf) vergeving mogelijk. Govier bepleit de mogelijkheid van publieke vergeving aangezien een groep zich kan manifesteren als moral agent doordat zij bepaalde houdingen en gevoelens kan aannemen.  Unilaterale vergeving is mogelijk doordat vergeving draait om het overkomen van negatieve gevoelens en houdingen en de dader hier niet per definitie een rol in kan en hoeft te spelen. Govier beschouwt vergeving als morele wereldlijke noodzaak voor respect voor en tussen mensen.
Margaret Holmgren
Margaret Holmgren stelt in haar theorie over vergeving dat onvoorwaardelijke vergeving mogelijk is doordat zij het wezen van vergeving in het verwerkingsproces van het slachtoffer bij wie iets is aangedaan plaatst. Als dit verwerkingsproces succesvol wordt doorlopen kan het slachtoffer, ondanks het wel of niet tonen van berouw van de dader, vergeven.   Op deze wijze is ook unilaterale vergeving mogelijk en is vergeving niet afhankelijk van externe omstandigheden.
Charles Griswold
Charles Griswold hanteert een voorwaardelijke en door normen bepaalde opvatting van vergeving. Voorwaardelijk betekent bij hem dat de dader aan bepaalde voorwaarden moet voldoen om vergeving te ‘verdienen’. Als het slachtoffer de dader vergeeft, terwijl niet aan die voorwaarden is voldaan, dan is dit geen eigenlijke vergeving, maar slechts het zich excuseren van de dader. De dader moet aan zes voorwaarden voldoen om te kunnen spreken van een ideaal geval van echt berouw: de dader moet zich verantwoordelijk tonen voor zijn daad, deze verwerpen, laten zien dat hij spijt heeft, zich verplichten een persoon te worden die zo’n daad niet meer begaat, zich kunnen verplaatsen in het slachtoffer en er rekenschap van geven hoe hij tot zijn daad gekomen is. De eis aan het slachtoffer is dat duidelijk moet zijn dat zijn claim de dader te vergeven, oprecht is. Daarnaast moet vergeving bij Griswold plaatsvinden binnen een raamwerk van bepaalde relevante normen, wat betekent dat vergeving in bepaalde omstandigheden ‘gepast’ is en in andere situaties niet. Hij maakt de vergelijking met het uitwisselen van een geschenk, een handeling die ook met normen omkleed is en normaal gesproken wordt gekenmerkt door wederzijdse verwachtingen.
Jeffrie Murphy
Jeffrie Murphy volgt Butler (1846) in diens opvatting dat vergeven het loslaten van ressentiment betekent. Er moet echter wel sprake zijn van een juiste verhouding tussen vergeving en ‘het verdiende loon’: aan vergeving moeten gerechtvaardigde morele overwegingen ten grondslag liggen, waaronder de vraag of de dader het verdient vergeven te worden. Verdienen om vergeven te worden hangt weer af van de mate waarin het aangedane kwaad geheel of gedeeltelijk excuseerbaar was, of van het tonen van berouw door de dader.
Murphy definieert vergeving als ‘het op morele gronden overwinnen van natuurlijke en wellicht terechte gevoelens van wrok tegenover een persoon die hem of haar moreel verwond heeft’. Deze definitie gaat verder dan Butler, door de voorwaarde dat vergeving door het loslaten van de haatgevoelens moet plaatsvinden om morele redenen, en dat het gedrag dat aanleiding voor de vergeving is, begrepen kan worden als de actie van een moreel handelend persoon die daarop aangesproken kan worden. Murphy’s nadruk op het overwinnen van ressentiment op morele gronden helpt om echte vergeving te onderscheiden van andere vormen van het overwinnen van ressentiment, zoals door het vergeten van het aangedane kwaad, of door het willens en wetens weg te drukken ervan ter wille van de relatie met de dader.
Vladimir Jankélévitch
Volgens Vladimir Jankélévitch hoort vergeving thuis in het ogenblik. Het wordt plotseling ingegeven door het bewustzijn van de mens. Vergeving is dus niet iets wat te plannen of te berekenen is. Daarnaast is vergeving volgens Jankélévitch een act wat de mens tot mens maakt. Jankélévitch stelt dat vergeving in Auschwitz is gestorven, omdat dit juist een misdaad tegen de menselijkheid is.  De nazi’s kunnen volgens Jankélévitch niet vergeven worden, omdat ze nooit om vergeving hebben gevraagd. Vergeving veronderstelt namelijk dat de dader om vergeving vraagt.

## Recht en vergeving
Vergeving is geen streven in het strafrecht. Een alternatieve benadering van het strafrecht wordt gevonden in het herstelrecht, dat is gericht op het herstel van de aangerichte schade, de sociale onrust en het leed. In tegenstelling tot het strafrecht, is het herstelrecht gericht op erkenning van het leed dat het slachtoffer is aangedaan, het aansporen van de dader zijn verantwoordelijkheid te nemen en zich te verontschuldigen voor het toegebrachte leed.
Uit de toepassing van herstelrecht kan een proces van verzoening en vergeving volgen.  Sommige auteurs menen dat slachtoffers bereid moeten zijn tot vergeving, terwijl daders bereid moeten zijn hun gedrag aan te passen. Het is echter de vraag hoe realistisch deze doeleinden zijn, dan wel of dergelijke eisen ethisch verantwoord zijn.  In de handleidingen voor herstelbemiddeling worden deze doeleinden uitdrukkelijk vermeden.  Over het algemeen kan worden gezegd dat binnen het herstelrecht wordt gestreefd naar verzoening waarbij eventueel vergeving kan geschieden.

## Politiek en Vergeving
Voorbeelden van vergeving in politieke context zijn de waarheids- en verzoeningscommissies en het vragen door politici om vergeving. Daarbij heeft vergeving in de politiek met name symbolische waarde. Vergeving wordt gebruikt als middel om zowel nationale als internationale betrekkingen te verbeteren. Verder dient het voor het nemen van verantwoordelijkheid. Deze vorm van vergeving is vaak collectief en onpersoonlijk. Degenen die vragen om vergeving zijn vaak niet direct verbonden met de te vergeven daad. Hierdoor ontstaan vragen omtrent de betekenis en oprechtheid van deze vorm van vergeving. Ook blijven er vragen over de effectiviteit van publieke vergeving. Zo wordt er getwist over de mogelijkheid van publieke vergeving. Hier is het de vraag of een collectief überhaupt kàn vergeven of dat dit is voorbehouden aan individuen.
Waarheids- en verzoeningscommissie
Een bekend voorbeeld van de politieke functie van vergeving is de Zuid-Afrikaanse Waarheids- en Verzoeningscommissie. Hierbij werd vergeving ingezet als middel om spanningen op publiek niveau op te lossen en nationale eenheid te bevorderen. Publieke vergeving is een proces en kan niet ineens geschonken worden. Dit sluit goed aan bij hetgeen de commissie beoogde, namelijk het in gang zetten van een proces. De inzet van dit proces was dat de begane misdaden niet langer de maatschappelijke discussie zouden domineren. In plaats daarvan laat men het verleden achter zich en worden daders weer als mens gezien.
Hermann Lübbe
Aangaande de politieke vraag om vergeving stelt de filosoof Herman Lübbe dat het uitspreken van de woorden van het excuus een ritueel is dat een bepaalde waarde aan de woorden geeft. Daarom moeten de woorden ook door een politiek directe vertegenwoordiger worden uitgesproken. Zo krijgen de woorden van deze vertegenwoordigers waarde. Hierdoor is het mogelijk politiek excuses te maken voor misdaden waar de desbetreffende vertegenwoordigers niet bij betrokken waren. Via deze weg hopen zij op vergeving. 